# Stéphane Tempier
Stéphane Tempier, né le 5 mars 1986 à Gap, est un coureur cycliste français. Spécialiste du VTT, il pratique le cross country.
En mai 2012, Il est sélectionné pour participer aux VTT aux Jeux olympiques d'été de 2012. Il signe pour les saisons 2013 et 2014 dans l'équipe BH Suntour Peisey-Vallandry.

## Carrière
Après 6 ans passés chez Bianchi, il signe fin 2012 un contrat de 2 saisons dans l'équipe BH Suntour KMC, aux côtés de Maxime Marotte. BH Suntour KMC est en 2013 la 3e équipe mondiale de cross-country, avec notamment la présence de Julie Bresset.
Il arrête sa carrière à la fin de l'année 2022.

## Entraînement et matériel
Sa préparation physique hivernale est constituée d'une grosse partie de ski de fond, ainsi que de musculation. Il pratique également le trail et le ski de randonnée.
Stéphane Tempier roule sur un semi-rigide 26 pouces chez Bianchi. Lors de son passage chez BH, il est convaincu par la nouvelle taille de roues en 27.5 pouces, et utilise le semi-rigide BH Ultimate 27.5 en mono-plateau. Il estime que le 29 pouces n'est pas assez nerveux pour les nombreuses relances et changement de rythmes de la compétition, tandis que le 27.5 pouces est un bon compromis.

## Palmarès en VTT

### Championnats du monde
- Les Gets 2004
  -  Médaillé d'argent du cross-country juniors
- Livigno 2005
  -  Médaillé de bronze du cross-country par équipes
- Mont Saint-Anne 2019
  -  Médaillé de bronze du cross-country

### Coupe du monde
- Coupe du monde de cross-country
  - 16e en 2009[5]
  - 15e en 2010[6]
  - 9e en 2011[7]
  - 15e en 2012
  - 12e en 2013
  - 5e en 2014
  - 38e en 2015
  - 14e en 2016
  - 2e en 2017
  - 15e en 2018
  - 9e en 2019
  - pas de classement général en 2020
  - 44e en 2021
  - 52e en 2022

### Championnats d'Europe
- 2008
  -  Médaillé d'argent du championnat d'Europe espoirs

### Compétitions nationales
- 2006
  -  Champion de France de cross-country espoirs
  - Vainqueur de la Coupe de France de VTT espoirs
- 2007
  -  Champion de France de cross-country espoirs
- 2008
  - Vainqueur de la Coupe de France de VTT espoirs
- 2012
  - Roc d'Azur[8]
- 2014
  - 3e du championnat de France de cross-country
  - 3e du championnat de France de cross-country marathon
- 2016
  - 3e du championnat de France de cross-country
- 2017
  - 3e du championnat de France de cross-country
- 2022
  -  Champion de France de cross-country marathon